# Алюодит
Алюоди́т (рос. аллюодит; англ. alluaudite; нім. Alluaudit m) — мінерал, фосфат натрію, заліза і марганцю. Також — помилкова назва дюфреніту.

## Опис
Хімічна формула:Na2(Fe3+, Mn2+)3[PO4]3.
Містить (%): Na2О — 7,85; Fe2О3 — 20,23; MnO — 17,97; P2O5 — 53,95.
Сингонія моноклінна.
Трапляється в суцільних масах, зернистих, радіально-волокнистих, кулястих агрегатах.
Спайність досконала.
Колір жовтий, буруватий або зелений.
Густина 3,576.
Твердість 5—5,5.
Утворюється при оксидації варуліту або натрофіліту. Виявлено в родовищі Варутреск, Швеція. Рідкісний.

## Різновиди
Розрізняють:
- алюодит залізний (відміна алюодиту, яка містить понад 20 % Fe2О3);
- алюодит марганцевистий (відміна алюодиту, яка містить більше марганцю, ніж заліза).